# Wyścigowe Samochodowe Mistrzostwa Polski 1983
Sezon 1983 był dwudziestym siódmym sezonem Wyścigowych Samochodowych Mistrzostw Polski.
Sezon liczył pięć eliminacji, rozgrywane w Poznaniu (dwa razy), Kielcach (dwa razy) i Toruniu. Punkty przyznawano według klucza 50-46-43-41-40-39-38-37-36-35 etc., przy czym zawodnikom do klasyfikacji zaliczano najlepsze cztery wyniki.

## Kategorie
Samochody były podzielone na następujące grupy według regulaminu FIA:
- Grupa N – samochody turystyczne, których produkcja w ciągu 12 miesięcy przekraczała pięć tysięcy egzemplarzy. Modyfikowanie tych samochodów pod kątem poprawy osiągów było niemal całkowicie zabronione;
- Grupa A – samochody turystyczne, których produkcja w ciągu 12 miesięcy przekraczała pięć tysięcy egzemplarzy. Dozwolony był duży zakres przeróbek pod kątem poprawy osiągów;
- Grupa B – samochody GT, których produkcja w ciągu 12 miesięcy przekraczała dwieście egzemplarzy. Dozwolony był duży zakres przeróbek pod kątem poprawy osiągów;
- Grupa C – samochody sportowe o dwudrzwiowych nadwoziach z silnikami pochodzącymi z pojazdów homologowanych w grupie A lub B;
- Grupa E – samochody wyścigowe formuły wolnej oraz formuł narodowych (Formuła Easter i Formuła Polonia).

Samochody były dodatkowo podzielone na następujące klasy:
- Klasa 1 – wyłącznie samochody Polski Fiat 126p grupy N;
- Klasa 2 – wyłącznie samochody Polski Fiat 126p grupy A;
- Klasa 3 – gr. A, poj. do 700 cm³;
- Klasa 4 – samochody Polski Fiat 125p i Polonez 1500 grupy A oraz samochody grupy A o poj. do 1300 cm³ wyprodukowane w krajach socjalistycznych;
- Klasa 5 – gr. A, B i C, poj. do 2500 cm³ oraz prototypy krajowe, poj. do 2000 cm³;
- Klasa 6 – Formuła Easter;
- Klasa 7 – Formuła Polonia (napędzane silnikami Polskiego Fiata 125p 1,3).

## Zwycięzcy
| Data           | Tor    | Klasa   | Zwycięzca (kierowcy)  | Samochód         | Zwycięzca (zespoły)           |
| -------------- | ------ | ------- | --------------------- | ---------------- | ----------------------------- |
| 7–8 maja       | Poznań | klasa 1 | Włodzimierz Krukowski | Polski Fiat 126p | Automobilklub Kielecki        |
| 7–8 maja       | Poznań | klasa 2 | Wojciech Smorawiński  | Polski Fiat 126p | Automobilklub Wielkopolski    |
| 7–8 maja       | Poznań | klasa 3 | Tomasz Barański       | Polski Fiat 126p | Automobilklub Łódzki          |
| 7–8 maja       | Poznań | klasa 4 | Wacław Janowski       | Zastava 1300     | Automobilklub Łódzki          |
| 7–8 maja       | Poznań | klasa 5 | Ryszard Kozłowski     | Opel Kadett GTE  | Automobilklub Lubelski        |
| 7–8 maja       | Poznań | klasa 6 | Jacek Szmidt          | MTX 1-03         | Automobilklub Toruński        |
| 7–8 maja       | Poznań | klasa 7 | Piotr Zaleski         |                  | Automobilklub Morski          |
| 28–29 maja     | Kielce | klasa 1 | Krzysztof Caputa      | Polski Fiat 126p | Automobilklub Beskidzki       |
| 28–29 maja     | Kielce | klasa 2 | Włodzimierz Krukowski | Polski Fiat 126p | Automobilklub Kielecki        |
| 28–29 maja     | Kielce | klasa 3 | Wojciech Cołoszyński  | Polski Fiat 126p | Automobilklub Warszawski      |
| 28–29 maja     | Kielce | klasa 4 | Wacław Janowski       | Zastava 1300     | Automobilklub Dolnośląski     |
| 28–29 maja     | Kielce | klasa 5 | Marian Bublewicz      | Polonez 2500     | Autoklub Rzemieślnik Warszawa |
| 28–29 maja     | Kielce | klasa 6 | Andrzej Hołowiej      | MTX              | GAMK Budowlani Gdańsk         |
| 28–29 maja     | Kielce | klasa 7 | Witold Nalewaj        |                  | Automobilklub Szczeciński     |
| 2–3 lipca      | Poznań | klasa 1 | Krzysztof Caputa      | Polski Fiat 126p | Automobilklub Beskidzki       |
| 2–3 lipca      | Poznań | klasa 2 | Włodzimierz Krukowski | Polski Fiat 126p | Automobilklub Kielecki        |
| 2–3 lipca      | Poznań | klasa 3 | Włodzimierz Krukowski | Polski Fiat 126p | Automobilklub Kielecki        |
| 2–3 lipca      | Poznań | klasa 4 | Wacław Janowski       | Zastava 1300     | Automobilklub Dolnośląski     |
| 2–3 lipca      | Poznań | klasa 5 | Andrzej Koper         | Renault 5 Alpine | Automobilklub Warszawski      |
| 2–3 lipca      | Poznań | klasa 6 | Andrzej Hołowiej      | MTX              | GAMK Budowlani Gdańsk         |
| 2–3 lipca      | Poznań | klasa 7 | Eugeniusz Zarzycki    |                  | Autoklub Rzemieślnik Warszawa |
| 3–4 września   | Toruń  | klasa 1 | Krzysztof Caputa      | Polski Fiat 126p | Automobilklub Beskidzki       |
| 3–4 września   | Toruń  | klasa 2 | Włodzimierz Krukowski | Polski Fiat 126p | Automobilklub Kielecki        |
| 3–4 września   | Toruń  | klasa 3 | Włodzimierz Krukowski | Polski Fiat 126p | Automobilklub Kielecki        |
| 3–4 września   | Toruń  | klasa 4 | Wacław Janowski       |                  | Automobilklub Dolnośląski     |
| 3–4 września   | Toruń  | klasa 5 | Marian Bublewicz      |                  | Autoklub Rzemieślnik Warszawa |
| 3–4 września   | Toruń  | klasa 6 | Andrzej Hołowiej      | MTX              | GAMK Budowlani Gdańsk         |
| 3–4 września   | Toruń  | klasa 7 | Grzegorz Kamiński     | Promot           | Automobilklub Toruński        |
| 24–25 września | Kielce | klasa 1 | Zbyszko Gaik          | Polski Fiat 126p | Automobilklub Wielkopolski    |
| 24–25 września | Kielce | klasa 2 | Włodzimierz Krukowski | Polski Fiat 126p | Automobilklub Kielecki        |
| 24–25 września | Kielce | klasa 3 | Tomasz Barański       | Polski Fiat 126p | Automobilklub Łódzki          |
| 24–25 września | Kielce | klasa 4 | Ryszard Kozłowski     | Polski Fiat 125p | Automobilklub Lubelski        |
| 24–25 września | Kielce | klasa 5 | Ryszard Kozłowski     | Polski Fiat 125p | Automobilklub Lubelski        |
| 24–25 września | Kielce | klasa 6 | Andrzej Hołowiej      | MTX              | GAMK Budowlani Gdańsk         |
| 24–25 września | Kielce | klasa 7 | Piotr Zaleski         |                  | Automobilklub Morski          |

## Mistrzowie
| Klasa   | Kierowca              | Samochód         | Zespół                    |
| ------- | --------------------- | ---------------- | ------------------------- |
| klasa 1 | Krzysztof Caputa      | Polski Fiat 126p | Automobilklub Beskidzki   |
| klasa 2 | Włodzimierz Krukowski | Polski Fiat 126p | Automobilklub Kielecki    |
| klasa 3 | Tomasz Barański       | Polski Fiat 126p | Automobilklub Łódzki      |
| klasa 4 | Wacław Janowski       | Zastava 1300     | Automobilklub Dolnośląski |
| klasa 5 | Andrzej Koper         | Renault 5 Alpine | Automobilklub Warszawski  |
| klasa 6 | Andrzej Hołowiej      | MTX              | GAMK Budowlani Gdańsk     |
| klasa 7 | Piotr Zaleski         | Promot           | Automobilklub Morski      |